# Rosario Sáinz de Rozas
Rosario Sáinz de Rozas, també coneguda com a Rori Sáinz de Rozas, és una muntadora i editora cinematogràfica espanyola, nominada tres cops al Goya al millor muntatge. Va començar la seva carrera com assistent del departament d'edició el 1966 a La busca d'Angelino Fons, el 1968 a Si volvemos a vernos de Francisco Regueiro, el 1970 a Las secretas intenciones d'Antxon Ezeiza i el 1976 a Retrato de familia d'Antonio Giménez Rico.
Va editar el seu primer llargmetratge el 1975 a La trastienda de Jordi Grau i Solà, però no tornà a fer d'editora fins al 1990 amb Las cartas de Alou de Montxo Armendáriz, amb la que fou nominada per primer cop al Goya al millor muntatge. El 1997 fou nominat novament al Goya al millor muntatge per Secretos del corazón, també de Montxo Armendáriz. El 2004 fou nominada novament al Goya al millor muntatge per Días de futbol de David Serrano. També ha col·laborat en pel·lícules cubanes com Un paraíso bajo las estrellas (2000) i Perfecto amor equivocado (2004).

## Filmografia com a editora
- La trastienda (1975)
- Las cartas de Alou (1990)
- Todos a la cárcel (1993)
- Historias del Kronen (1995)
- Secretos del corazón (1997)
- Un paraíso bajo las estrellas (2000)
- Yoyes (2000)
- Silencio roto (2001)
- Torremolinos 73 (2003)
- Días de futbol (2003)
- Obaba (2005)
- Fútbol, el nacimiento de una pasión (2005)
- La gran final (2006)